# SolarCoin
SolarCoin (Symbole monétaire : **§** ; sigle : **SLR**)  est une crypto-monnaie lancée début 2014, destinée à inciter à la production d'électricité photovoltaïque.
La Fondation SolarCoin a conçu l’octroi de SolarCoins pour durer 40 ans, de manière à générer 97 500 TWh d’électricité de source solaire. Selon Nick Gogerty, porte-parole de la fondation SolarCoin, « la finalité est bien entendu de servir d’incitation écologique en encourageant l’installation de panneaux solaires chez les entreprises et les citoyens ».
SolarCoin est basé sur deux formes de preuve. La première preuve est la traditionnelle preuve de travail cryptographique associée aux monnaies numériques. L’autre preuve de travail est celle d’une 3e contre-partie qui prouve la valeur de lecture des compteurs de votre installation solaire. Le programme SolarCoin est articulé de manière équilibrée autour de ces deux preuves de travail et est un moyen de récompenser et de stimuler la production d’énergie solaire.
Les SolarCoins peuvent être réclamés par des particuliers ou des industriels, propriétaires de leur installation photovoltaïque ou non (dans le cas d’un tiers-investisseur).

## Différences avec Bitcoin
SolarCoin ne prétend pas être une crypto-monnaie remplaçant Bitcoin mais plutôt, une devise complémentaire utilisant la technologie BlockChain pour inciter à la production d’électricité solaire.
- Code issu de la scission (fork) de LiteCoin[2]
- Algorithme de Hashage : Scrypt
- § 98,10 milliards de pièces
- L’extraction de SolarCoin (minage) est 50x plus économe en énergie[3]

## Minage
SolarCoin a été distribué à un grand nombre d'investisseurs grâce à la Preuve de travail (PoW) jusqu'en septembre 2014. Depuis lors, la méthode Proof-of-Stake-Time (PoST) est utilisée car étant beaucoup plus écologique énergétiquement. Le passage de PoW à PoST s'accompagne d'une augmentation de la rareté de la monnaie, ce qui permet, à long terme, d'augmenter son prix. La création de SolarCoin se fait désormais uniquement via la production d'énergie solaire.

## Attribution dans le cadre du financement participatif
Pour faciliter la diffusion de la monnaie, un test est lancé en 2016 avec la plate-forme française de financement participatif Lumo, dédiée aux infrastructures d'énergie renouvelable : les particuliers qui souscrivent pour un projet d'énergie solaire se voient attribuer un SolarCoin pour chaque MWh produit par l'installation.

## Utilisation des SolarCoins
En France, le fournisseur d'énergie ekWateur accepte les SolarCoins comme mode de règlement des factures. D'autres usages sont envisagés mais pas encore effectifs. En octobre 2017, un SolarCoin vaut 20 centimes d'euro, contre 5 un an auparavant.